# Catalunya Blaus Almogàvers
Catalunya Blaus Almogàvers ist ein Rugby-Union-Klub aus der spanischen Stadt Sant Boi de Llobregat. Das Franchise, das vom Rugbyverein UE Santboiana geleitet wird, nimmt an der Superibérica de Rugby teil und umfasst als Einzugsgebiet Katalonien, inklusive Nordkatalonien. Der Name Almogàvers bezieht sich auf eine Truppe von katalanischen Soldaten, die in der Reconquista bekannt wurden und in Italien und der Levante im 13. und 14. Jahrhundert häufig als Söldner eingesetzt wurden.
Die Mannschaft trägt ihre Heimspiele im Estadi Baldiri Aleu aus. Die Mannschaftsfarben sind Blau, Rot und Schwarz.